# Feldru
Feldru (in ungherese Nyírmező, in tedesco Waltersdorf) è un comune della Romania di 7712 abitanti, ubicato nel distretto di Bistrița-Năsăud, nella regione storica della Transilvania.
Il comune è formato dall'unione di 2 villaggi: Feldru e Nepos.